# Ripopolare la reggia
Ripopolare la reggia (Peopling the Palaces at Venaria Reale) è un film del 2007 scritto e diretto da Peter Greenaway.
Si tratta di un'opera in cui cento personaggi in costume raccontano la vita quotidiana della Reggia di Venaria Reale. Le immagini degli attori, filmati in un teatro di posa, sono state proiettate sui muri e sui soffitti della Reggia.